# Stefan Kostow

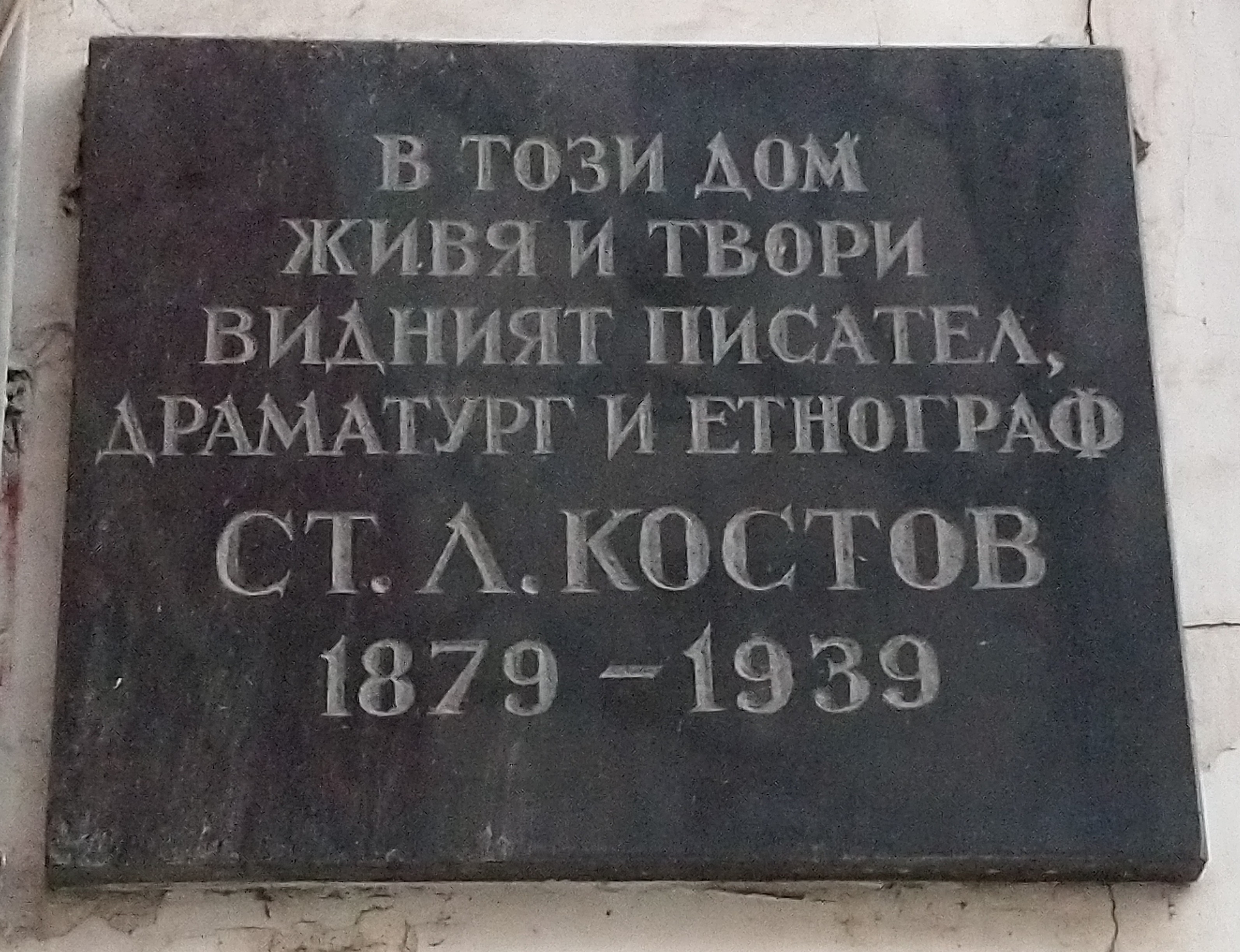
Gedenktafel an dem Haus in Sofia, wo Stefan Kostow lebte und arbeitete

Stefan Lasarow Kostow (bulgarisch Стефан Лазаров Костов; * 30. März 1879 in Sofia; † 27. April 1939 ebenda) war ein bulgarischer Dramatiker und Ethnograph.
Er studierte Slawistik. Im Jahr 1906 gründete er das Ethnographische Museum in Sofia, in dem er bis zu seinem Tode die Funktion des Direktors übernahm. Außerdem verfasste er eine Vielzahl von Komödien. Er gehörte zu den erfolgreichsten Verfassern von Komödien in Bulgarien.

## Werke (Auswahl)
- Golemanow oder Wie man Minister wird, 1928